# Мольтер, Иоганн Мельхиор
Иога́нн Мельхио́р Мо́льтер (нем. Johann Melchior Molter; 10 февраля 1696, Тифенорт, близ Эйзенаха — 12 января 1765, Карлсруэ) — немецкий композитор и скрипач эпохи барокко и раннего классицизма.

## Биография
Первые уроки музыки Мольтер получил от своего отца, певца и педагога Валентина Мольтера. В дальнейшем, обучаясь в лицее в Эйзенахе, Мольтер познакомился с музыкой Телемана, который четыре года был придворным капельмейстером в этом городе. В 1715 году уезжает из Эйзенаха, а через два года поступает на должность скрипача при дворе маркграфа Карла III Вильгельма Баден-Дурлахского. В 1719 году берёт отпуск и уезжает в Италию, где в течение двух лет изучает теорию композиции. По возвращении получает место придворного капельмейстера в Карлсруэ и остаётся на этой должности до 1733 года, когда из-за разразившейся войны за Польское наследство, в ходе которой военные действия между Францией и Австрией происходили как раз в прирейнской области, местный граф вынужден был бежать в Базель. В течение следующих десяти лет Мольтер служит капельмейстером в Эйзенахе, а когда капелла была распущена, возвращается в Карлсруэ, где, помимо музыкальной деятельности при дворе, преподаёт в гимназии и много сочиняет. В 1747 году граф Карл Фридрих Баден-Дурлахский приглашает Мольтера принять участие в воссоздании Баденской придворной капеллы, которой композитор и руководил до самой смерти.

## Творчество
Мольтер — автор более 600 сочинений: трёх опер, 14 кантат, 169 симфоний, а также многочисленных концертов, среди которых выделяются концерты для трубы и четыре концерта для малого кларнета, считающиеся первыми сольными сочинениями для этого инструмента, концерт для блокфлейты; концерт для кларнета, двух скрипок, альта и basso continuo; «концерты для четырёх» (трубы, двух гобоев и фагота); концерт для виолончели и другие произведения.
Кларнетовые концерты Мольтер посвятил солисту дурлахской капеллы Иоганну Ройше — первому виртуозу кларнета из известных в настоящее время. Играл он на малом кларнете in D. Исследователь У. Теплиц считает, что изначально кларнет был именно в этом строе, что также говорит о раннем этапе написания концертов для этого тогда совсем нового инструмента.
Творческий период Мольтера располагается между господством барочного и классического музыкальных стилей. Неудивительно, что в его творчестве сильны барочные стилистические признаки и многие исследователи относят его именно к этой эпохе. Но даже с первого взгляда у Мольтера можно выделить особенности «нового времени»: создание партитуры и обозначение в ней штрихов, чего не было, например, в уртекстах И. С. Баха.
В ходе анализа его кларнетовых концертов выяснились следующие особенности раннеклассического уникального композиторского стиля Мольтера. Первое, что необходимо подчеркнуть — это деление на периоды (чего не было в барочной музыке, где мелодика представлялась в виде кометы: тема-ядро и длинный импровизационный шлейф). Второе — это деление на оркестровую и сольную экспозиции (как известно, введение двойной экспозиции в концерт связывается с венскими классиками и Моцартом), то есть вполне ясное разделение главных и побочных партий. Примечателен характер его начальных тем: энергетически насыщенные и краткие, они предвосхищают гайдновские первые элементы главных партий. Показателен и тональный план, образуемый оркестровыми проведениями: он реализует сложившуюся уже в то раннеклассическое время закономерность тональных последований T — D — S — T (крайние проведения в главной тональности, второе — в доминантовой, третье чаще всего в субдоминантовой сфере).
Необходимо сказать и о степени влияния эпохи барокко на мольтеровский композиторский стиль. Здесь ещё мала роль разработочных методов развития музыкально-тематического материала, доминирует вариационность, чрезвычайно богатая и искусная (об этом говорит и средний раздел-эпизод вместо разработки). Преобладает экспозиционность (свойственная concerto grosso), сюда же можно отнести и доминантовую тональность его оркестровых побочных партий (это тональное соотношение, видимо, заимствовано из фуги).
Признаки барокко видны и в частом отсутствии связующей партии, которая, как известно, служит существенным показателем развитости сонатной формы. В результате экспозиции довольно краткие, порой выглядят как одно большое построение, разделённое лёгкими цезурами на этапы, соответствующие партиям сонатной формы.
Существует множество мнений о том, что композиторы очень осторожно использовали возможности кларнета на его раннем этапе. В концертах Мольтера часто встречаются звуки верхнего регистра, большие интервальные скачки, сопоставление штрихов и качества звука инструмента (живого, яркого и приглушенного, меланхоличного музыкальных образов). Очевидно, что основываясь на исполнительских качествах Ройши и особенностях его художественного вкуса, капельмейстер Мольтер задолго до Гайдна и Моцарта шёл к созданию не только нового жанра сольного концерта, но и создавал прообраз немецкой школы кларнетового исполнительства.

## Произведения
- 169 симфоний
- 95 концертов, среди которых:
  - Концерт для валторны и оркестра Ре мажор
  - Концерт для виолончели и струнного оркестра До мажор
  - Концерт для гобоя № 7 Си-бемоль мажор
  - Концерт для фагота Си-бемоль мажор
  - Концерт для фагота Соль мажор
  - Концерт для фагота Соль минор
  - Концерт для флейты и струнного оркестра № 2 Ре мажор
  - Концерт для флейты, струнных, гобоя и валторн № 1
  - Концерт для кларнета Ля мажор
  - Концерт для кларнета Ре мажор
  - 6 концертов для кларнета, струнного оркестра и бассо континуо
  - Концерт для трубы, струнного оркестра и баса
  - Концерт для альта, струнного оркестра и баса Ля мажор
  - Концерт для поперечной флейты, альта и баса Ре мажор
  - Концерт для поперечной флейты, альта и баса Ми минор
  - Концерт для трубы, струнного оркестра и баса Ре мажор
- 66 сонат
- 14 кантат
- 3 оперы